# Kijevski misal
Kijevski misal je staroslovanski rokopis, napisan v glagolici. Velja za najstarejši staroslovanski rokopis, napisan je bil v drugi polovici 10. stoletja. V majhnem formatu (14.5cm×10,5cm) je ohranjenih sedem listov pergamenta. 

## Odkritje in založništvo
Kijevske misale je v 19. stoletju v Jeruzalemu odkril Andrej Kapustin, ki jih je podaril Kijevski teološki akademiji. Po ruski revoluciji leta 1917 so jih preneseni v knjižnico Ukrajinske akademije znanosti v Kijevu, kjer jih hranijo danes.
Izmail Sreznevsky je javnost seznanil o rokopisu, leta 1874, ko je uredil prvo izdajo Kijevskega misala. 
Václav Vondrák je posebno pozornost posvetil kijevskim listom v prispevku O původu Kijevských listů a Pražských zlomků ao bohemismech v starších církevněslovanských památkách vůbec (Praha, 1904). Najnovejša verzija je bila izdana leta 1983 v Kijevu v počastitev devetega mednarodnega kongresa slavistov.

## Vsebina
Po vsebini je to podoben rimskemu misalu, ker je zbiral vsa besedila, ki so uporabljena pri sveti maši. Besedilom so priložena navodila, kako izvajati obrede skozi leto, imenovane rubrike, kar je izraz, ki izhaja iz latinske besede rubrica, ki označuje rdečo zemljo, ki se uporablja za slikanje.
Besedilo kijevskega misala je bilo večinoma napisano v črni barvi, v manjšem delu pa v rdeči barvi. Ker ima kijevski misal ohranjenih le 13 strani, naj bi to bil le en del misala.